# Przedmoście (powiat średzki)
Przedmoście (do 1945 niem. Bruch) – wieś w Polsce położona w województwie dolnośląskim, w powiecie średzkim, w gminie Środa Śląska.

## Podział administracyjny
W latach 1945–1954 siedziba gminy Przedmoście. W latach 1975–1998 miejscowość należała administracyjnie do województwa wrocławskiego. Obecna nazwa została administracyjnie zatwierdzona 12 listopada 1946.

## Przystanek kolejowy
We wsi znajduje się przystanek kolejowy Przedmoście Święte ("Święte" w nazwie przystanku odnosi się do miejscowości Święte odległej o 400 m od przystanku)